# Rudolf IV. Bádenský
Rudolf IV. Bádenský († 25. června 1348) byl synem markraběte Heřmana VII. Bádenského a jeho manželky, Anežky z Truhendingenu.
Jako mladší syn, byl zpočátku určen k církevní kariéře. Stal se kanovníkem ve Špýru. Když jeho otec v roce 1291 zemřel, bylo Bádensko rozděleno a on získal Baden-Pforzheim. Zprvu v Baden-Pforzheimu vládl společně se svým bratrem, Heřmanem VIII. Od roku 1300 vládl sám.
V konfliktu mezi vévodou Leopoldem I. Habsburským a císařem Ludvíkem IV., byl zpočátku nakloněn Leopoldovi. Po chvíli změnil strany a přešel k Ludvíkovi IV., který mu dal v roce 1334 do zástavy hrad Ortenburg, města Offenburg, Gengenbach a Zell am Harmersbach a císařské majetky v Ortenau.
V roce 1335 zdědil po smrti svého bratrance Rudolfa Hessa Bádensko.
Rudolf IV. zemřel 25. června 1348. Jeho synové si dědictví rozdělili, Fridrich dostal dnešní Baden-Baden a Rudolf Pforzheim.

## Manželství a potomci
Rudolf se 28. února 1318 oženil s Luitgardou z Bolandenu, dcerou Filipa V. z Bolandenu. Toto manželství zůstalo bezdětné.
Po Luitgardině smrti se jeho manželkou 18. února 1326 stala Marie Oettingenská, dcera hraběte Fridricha I. z Oettingenu. Z manželství se narodili dva synové:
- Fridrich III. Bádenský (1364–1431)
- Rudolf V. Bádenský